# Vlag van Békés

Vlag van Békés
(ratio 2:3)

De vlag van Békés werd op 27 maart 1992 aangenomen als de vlag van de Hongaarse comitaat Békés. De vlag bestaat uit twee even hoge banen blauw en wit met het wapen in het midden en daaronder de gouden tekst békés-megye.
Het zegel en wapen van Békés werden in 1724 door keizer Karel VI verleend. De drie korenaren verwijzen naar de landbouw, maar betekenen allegorisch ook: geloof, hoop en liefde. De korenaren steken uit in het linker gedeelte van het schild, een unicum in de Hongaarse heraldiek. De drie zilveren balken in het groene rechterdeel van het wapen staan voor de drie bronrivieren van de Körös.